# Марк Юний Силан Торкват (консул 19 г.)
Вижте пояснителната страница за други личности с името Марк Юний Силан.
Марк Юний Силан Торкват (на латински: Marcus Iunius Silanus Torquatus; * 24 пр.н.е.; † 39 г.) е римски политик и принадлежи към влиятелната фамилия Юний Силани.

## Произход и политическа кариера
Син е на Марк Юний Силан и внук на Марк Юний Силан (консул през 25 пр.н.е.). Майка му вероятно се казва Домиция Калвина.
През 19 г. Марк Юний Силан е консул заедно първо с Луций Норбан Балб и от 1 юли с Публий Петроний. Издадените през това време закони (lex Iunia Norbana и lex Iunia Petronia) са за освобождението на робите.
От 36 до 39 г. Марк Торкват е проконсул на провинция Африка. Калигула му взема подчинения му легион (III Августов легион) и го дава на един легат. Сенатор Юлий Грецин, баща на Гней Юлий Агрикола, отказва през 39 г. да го даде под съд и е убит от Калигула. 
Марк Торкват умира вероятно още по времето на Калигула, преди 41 г.

## Фамилия
Марк Юний Силан Торкват е женен от 13 г. за Емилия Лепида, правнучка на император Август. Двамата имат пет деца:
- Децим Юний Силан Торкват (консул 53 г.) (* 10; † 64)
- Луций Юний Силан (претор 48 г.) (* 12; † 49), годеник на Клавдия Октавия
- Марк Юний Силан (консул 46 г.) (* 14; † 54)
- Юния Силана (* 15 – 20; † 59)
- Юния Лепида (* 18; † 65)
- Юния Калвина (* 25, † 79).